# Markovits Mária
Markovics Mária (helyenként: Markovits) (Kiskunhalas, 1875. szeptember 22. – Kiskunhalas, 1954. október 21.) fehérneművarró, csipkevarró, iparművész.

## Élete
A Magyar Királyi Állami Női Ipariskola fehérnemű varró szakosztályán végzett 1897-ben. Budapesten élt néhány évig. Nagyon tehetséges varrónő volt. 1902-ben költözött vissza Kiskunhalasra. A Halasi csipke történetéhez hasonlóan hányattatott sorsa volt élete végéig. Kiskunhalason a régi református temetőben van a sírja.

## Munkássága
A császár és király számára készített garnitúra kárpitjaiért 1900-ban a párizsi világkiállításon aranyérmet kapott. Dékáni Árpád gimnáziumi tanárral együtt indították útjára a halasi csipkét. Új csipkevarró technikát alkalmazva egyedi módon készülő varrott csipkét találtak és fejlesztettek ki. A halasi csipke számos világkiállításon és egyéb kézműipari kiállításon nagydíjat, aranyérmet nyert.
1945 után a halasi csipke és Markovits Mária sorsa bizonytalanná vált, a nélkülözések és kivetettség idején.

## Emléke
Kiskunhalason bronzszobor, márványtábla, bélyeg és utca őrzi az emlékét.
1990-es évek közepén Kiskunhalason működött a nevét viselő 330. számú Markovits Mária Cserkészlánycsapat.